# 國際商場 (高雄市)

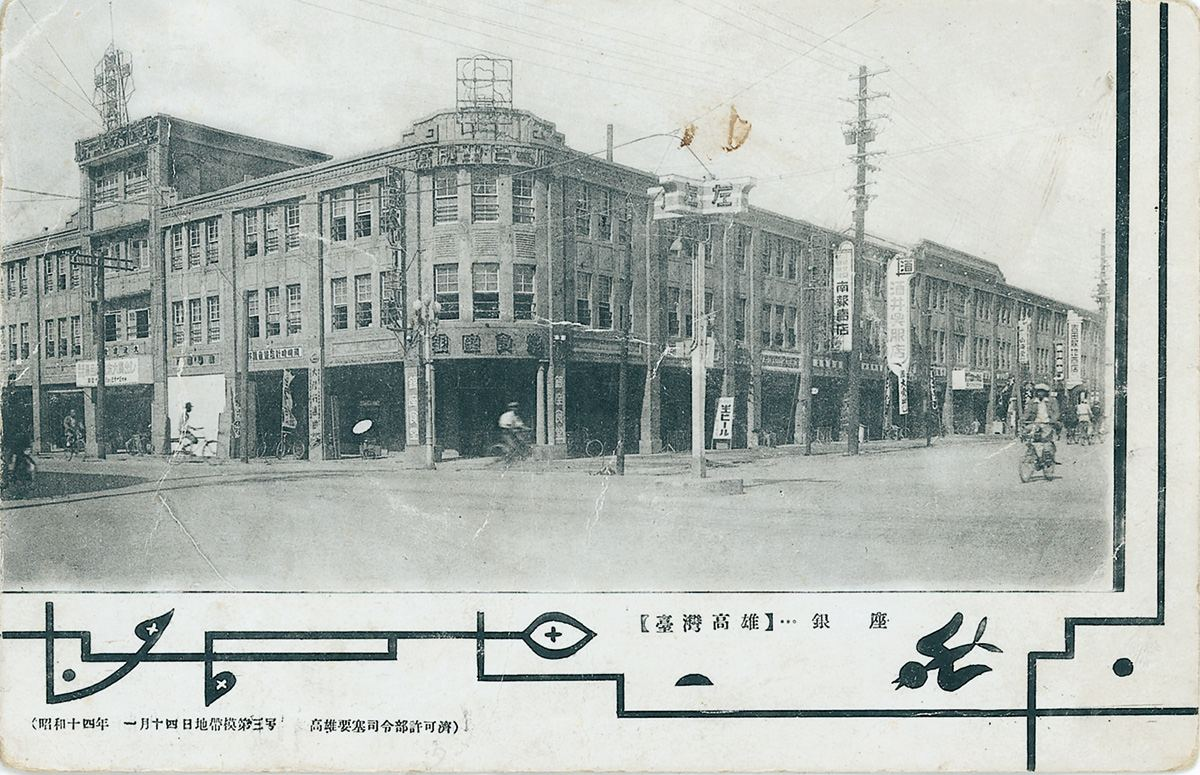
日治時期高雄銀座的繪葉書(明信片)

國際商場舊稱高雄銀座，是舊高雄銀座商店街的一部分，位於台灣高雄市，地點在日治時期的鹽埕町銀座通（今鹽埕區五福四路），落成於1936年，開幕於1937年。曾是高雄市的主要商圈，後來隨鹽埕區的沒落而只剩零星店家。 但近年來也開始有新的店家進駐。

## 沿革
此街廓位於高雄劇場前，原為臺灣商工銀行所有地。
1929年時，宮川與高木等人斡旋後於此設立了娛樂場，命名為「新樂園」，有博覽會式的賣店十六戶，以及有電器裝置的「木馬館」。
1931年5月高雄港勢展覽會舉行期間，高雄商工會向臺灣商工銀行租借這塊空地建設新樂園賣店，然而後來收支不能償還，虧損不少。
1933年，原本新樂園的賣店遷移至澎湖會館樓下，後來又遷至新樂街與鹽埕街口。
1935年，高雄店舖住宅信用組合買下這塊地，投資三十二萬圓，計畫建設有店舖三十六戶、賣店三十二戶的店舖街。
1936年6月，第一期工事之內廓賣店二十二戶先行竣工。
1936年8月24日舉行店舖街落成式，並命名為「高雄銀座」。有三層樓的外廊店舖三十四戶，南北側入口為四層洋樓，內廓則有賣店二十二戶，成為正方形之店舖街，是高雄市內的代表商舖，
1937年，高雄銀座開幕。
1945年高雄大空襲，內廓賣店全毀，外廊店舖也受損。
二戰結束後，內廓賣店的位置改建為「半樓仔」的日式建築，一樓做店面，剩下的半層樓則作為居住空間。 國際商場內的店家們並組織商會。
1962年，國際商場內的店家到日本考察後，在原本內廓賣店位置，集資蓋了現今所見的拱廊街商場，擁有共享頂樓與廊道，可連接鄰房與對面門戶的五層建物。
1963年6月15日，國際商場開幕典禮，由議長陳銀櫃剪綵。
國際商場曾一度計畫要在五樓蓋兒童遊樂場，但後來未實現。
1980、90年代後，國際商場逐漸沒落，
新樂街郵局遷移後，所使用店面及相鄰的商場路口建築(原新高咖啡館）遭拆除
2009年，國立高雄師範大學跨領域藝術研究所曾在此舉辦「銀座、沒事、坐」社群藝術展演活動。
2019年6月27日，新興街側的「再傳商行」發生火災，幸未造成傷亡。

## 建築特色

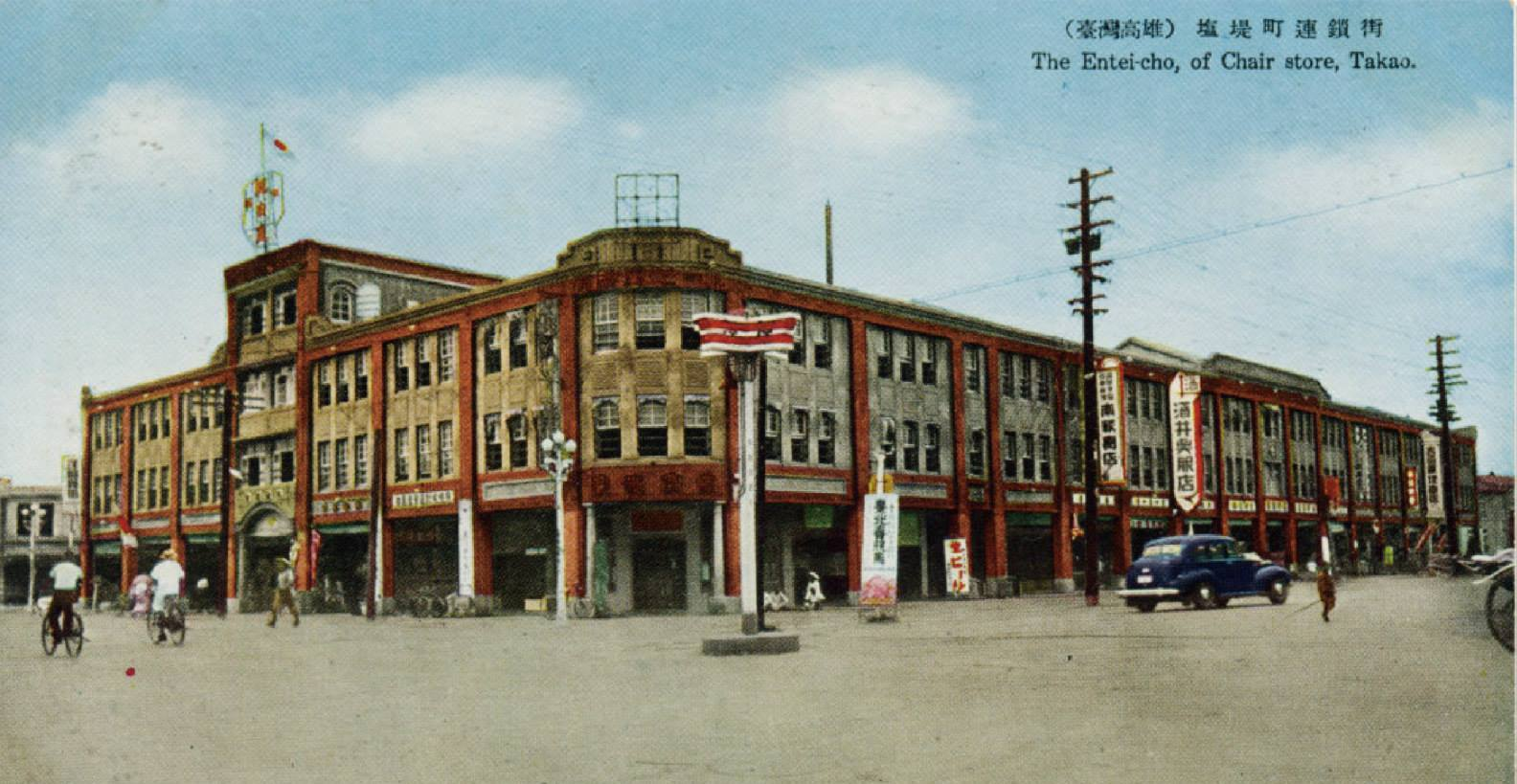
日治時期高雄銀座影像
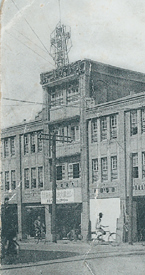
日治時期高雄銀座的南側入口。
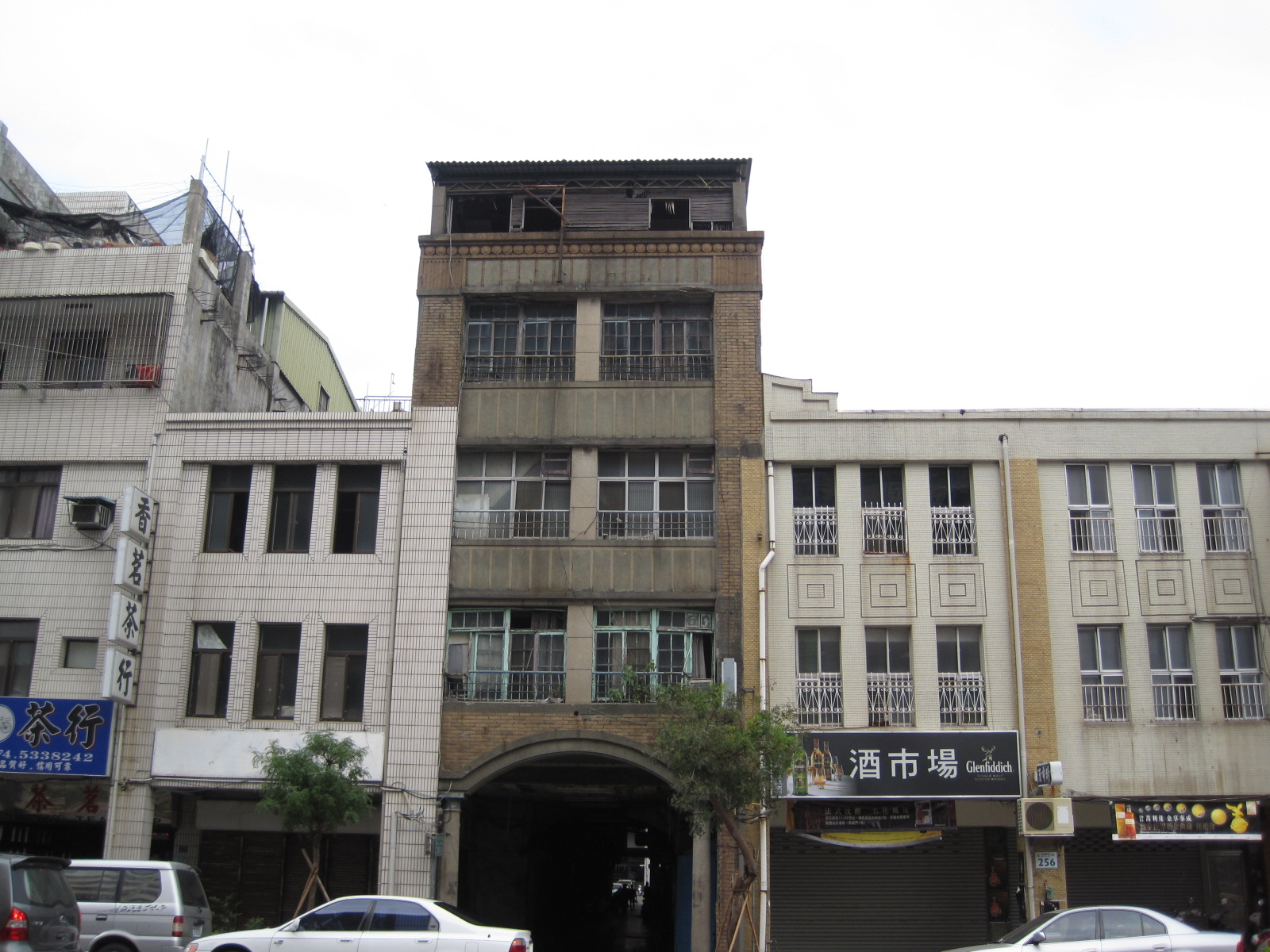
高雄銀座的南側入口建築今貌。
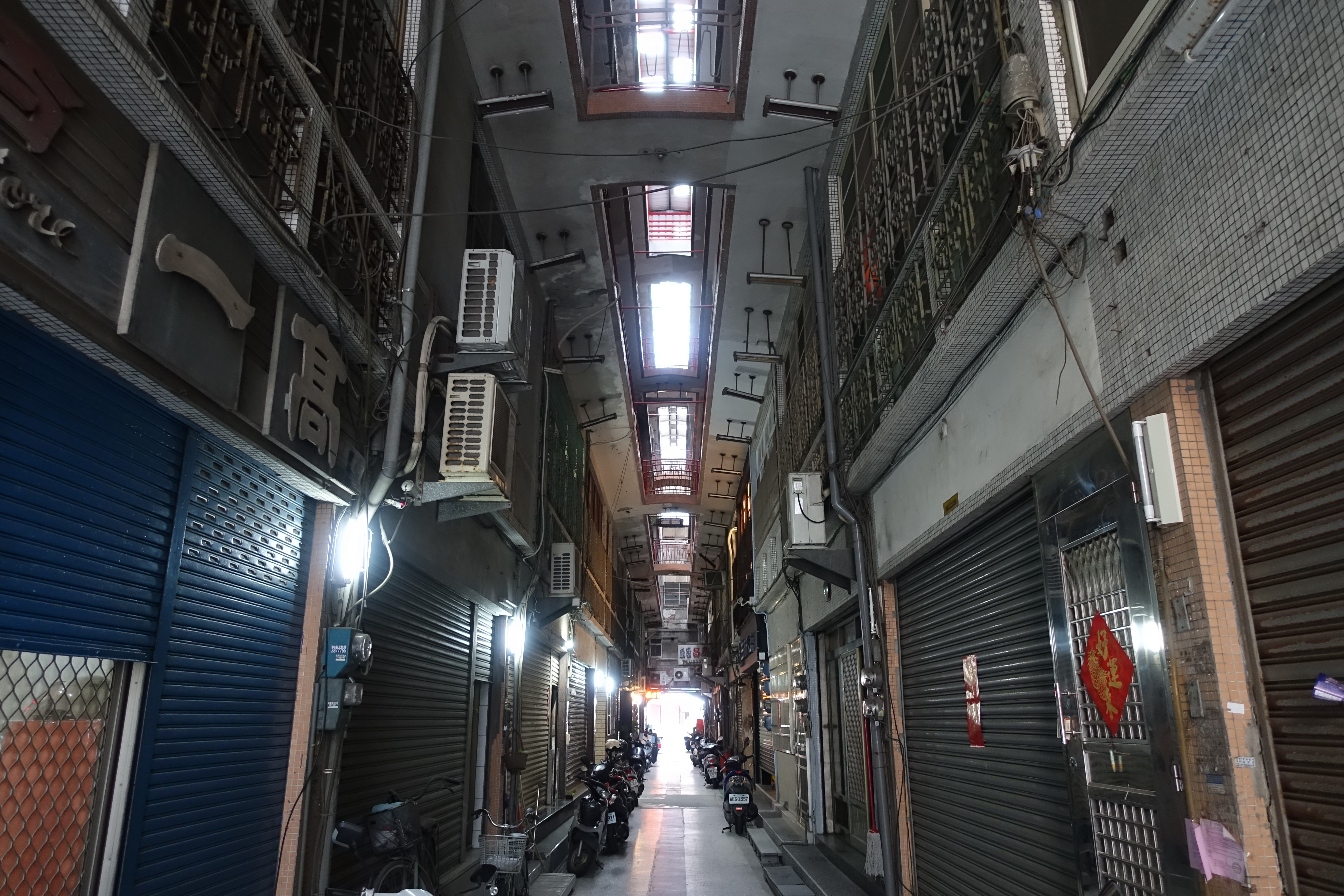
國際商場內部的拱廊街。

## 著名店家

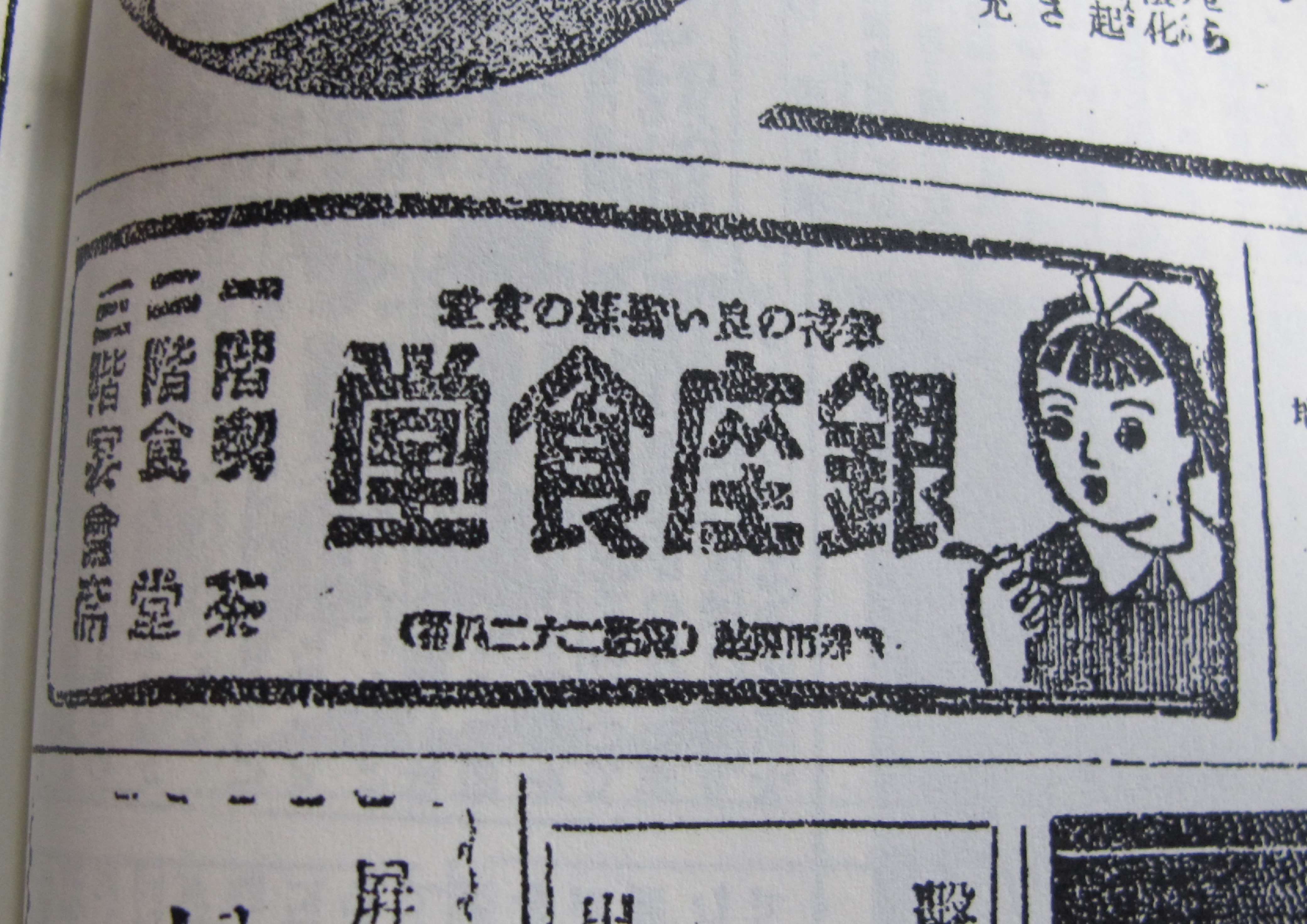
1943年銀座食堂之廣告

### 日治時期高雄銀座內的著名店家
- 銀座食堂：位於七賢三路與五福四路口轉角，一樓為喫茶店，二樓為食堂，三樓為宴會席。
- みとりや書店(綠屋書店）：後來演變為今日的文明鋼筆[18]
- カフヱー新高(新高咖啡館）：位於新樂街側的入口處，已拆除[19]
- 臺灣拓殖株式會社高雄辦事處 [20]
- 丸市商行：位於新興街與五福四路口。[21]

### 戰後至今日國際商場內的著名店家
- 流星咖啡廳：現已歇業。[12]
- 紐約酒吧 / 紐約公共食堂：位於新興街與五福四路口丸市商行原址，現已歇業。 [22][23]
- 再傳商行
- 新樂街郵局：位於新樂街側的入口處隔壁，已遷移，建築也已拆除。
- 士裝社：高市第一屆模範父親林家壽經營的西服店，現已歇業。[24][16]
- 香茗茶行：創立於1946年
- 鴨肉珍：約創立於1950年代，後遷移至現址。 [25]
- 金孔雀名店：創立於1955年的布莊。[26]
- 泰昌呢絨行 ：今日僅存的西服店。[12][15]
- 銀座聚場：2020年開幕，保留過去「新萬全」旗袍店歷史風貌的咖啡廳與旅宿空間。[27]